# ساكودو (سايتاما)
مدينة ساكودو (بالإنجليزية: Sakado)‏ هي أحد المدن التابعة لمحافظة سايتاما. تأسست رسميًا في 01/09/1976. ويقدر عدد سكانها بـ 99680 نسمة حسب تقدير مكتب الإحصاء الياباني لعام 2012. تبلغ مساحة ساكودو 40.97 كم2. بكثافة سكانية تبلغ 2433 نسمة/كم2.

## توأمة
لساكودو (سايتاما) اتفاقيات توأمة مع:
- دوثان

## أعلام
- ماساهيرو أندو